# Over-Exposed
Over-Exposed (O Vigarista, no Brasil) é um filme noir estadunidense dirigido por Lewis Seiler e protagonizado por Cleo Moore e Richard Crenna. Foi lançado em abril de 1956 pela Columbia Pictures.

## Enredo
A vida é difícil para a sexy e desempregada Lily Krenshka. Depois de conhecer o fotógrafo freelancer Max West, ela começa uma nova vida como fotógrafa em Nova York sob o nome de Lila Crane. Logo consegue um emprego como fotógrafa em uma boate. Lily faz sucesso e chama a atenção do jovem repórter Russel Bassett, que se apaixona por ela. Um dia, a determinada Lily é contratada pelo colunista Roy Carver para tirar fotos comprometedoras na boate Coco.

## Elenco
- Cleo Moore ... Lily Krenshka / Lila Crane
- Raymond Greenleaf ... Max West
- Richard Crenna ... Russ Bassett
- Jack Albertson ... Les Bauer
- Isobel Elsom ... Mrs. Grange
- Dayton Lummis ... Horace Sutherland
- James O'Rear ... Roy Carver